# 홍석주
홍석주(洪奭周, 1774년 ~ 1842년)는 조선의 문신이다. 홍낙성의 손자로 홍길주, 홍현주의 형제이다. 자는 성백(成伯), 호는 연천(淵泉), 본관은 풍산(豊山), 시호는 문간(文簡)이다.

## 생애
1795년(정조 19년) 식면문과에 갑과로 급제하여 검열·수찬·교리 등을 거쳐 이후 당상관이 되어 승지, 이조참의에 오르고 홍문관부제학, 형조참판, 사간원대사간, 좌부빈객, 홍문관제학을 지내고 이조참판과 전라도관찰사에 이어 한성부판윤, 형조판서, 예문관제학, 의정부우참찬, 우빈객, 병조판서에 이르렀다. 이후 형조판서, 공조판서, 의정부좌참찬, 병조판서, 사헌부대사헌,검교직제학, 예문관제학, 호조판서, 판의금부사, 예조판서, 대제학을 지내고 그 후 정사로 청에 다녀와 이조판서가 되었으며, 순조의 두터운 신임을 받아 벼슬이 좌의정에까지 올랐다. 1834년 순조가 죽자 실록청 총재관에 임명되어 《순조실록》 편찬에 참여하였다. 그는 주자학에 밝았을 뿐 아니라, 정치·경제·과학 등의 학문에도 이름이 높았다. 많은 저술을 하였는데 《풍산세고》 6권, 《상예회수》 10권, 《학강산필저》 4권, 《연천집》 등이 있다.

## 참고 문헌
- 이 문서에는 다음커뮤니케이션(현 카카오)에서 GFDL 또는 CC-SA 라이선스로 배포한 글로벌 세계대백과사전의 내용을 기초로 작성된 글이 포함되어 있습니다.